# Liste der Landesstraßen im Regierungsbezirk Düsseldorf
Diese Liste der Landesstraßen im Regierungsbezirk Düsseldorf ist eine Auflistung der Landesstraßen im nordrhein-westfälischen Regierungsbezirk Düsseldorf. Als Abkürzung für diese Landesstraßen dient der Buchstabe L.
Die Landesstraßen im Gebiet des Landschaftsverbandes Rheinland tragen Nummern aus dem Bereich der Zahlen von 1 bis 499. Dabei war eine nach geographischen Gesichtspunkten vorgenommene Nummerierung wohl ursprünglich vorhanden. Heute ist sie kaum noch zu erkennen.
Die Bundesautobahnen und Bundesstraßen werden gestalterisch hervorgehoben.

## Liste
Der Straßenverlauf wird in der Regel von Nord nach Süd und von West nach Ost angegeben.
| Nr.       | Verlauf |
| --------- | --- |
| L 1       | L 896 – – Voshövel – L 401 – – Drevenack – Krudenburg – L 463 – Hünxe – L 397 – Bruckhausen – Lohberg – L 4 – Dinslaken – L 462 – Averbruch – Walsum – L 155 – Marxloh – L 287 – – Hamborn – Neumühl – – L 447 – Meiderich – L 452 – L 140 – Duissern – L 78 – Neudorf – L 60 – L 237 – in Wanheimerort |
| L 2       | L 361 – Holt – Auwel – L 480 – Westerbroek – – Brüxken – Rieth – L 140 – Herongen – Staatsgrenze – (Niederlande) |
| L 3       | L 373 in Boisheim – Dilkrath – L 372 – L 475 – L 371 – Steeg – Regierungsbezirksgrenze – (L 3 im Regierungsbezirk Köln) |
| L 4       | L 396 in Friedrichsfeld – Spellen – Mehrum – Götterswickerhamm – L 396 – Möllen – Feldmark – L 1 – L 462 – in Hiesfeld |
| L 5       | L 5n in Weeze – – L 77 – Uedem – L 362 – L 174 – in Marienbaum |
| L 5n      | L 361 – L 5 in Weeze |
| L 6       | in Marienbaum – L 77 |
| L 8       | in Kleve – L 456 – Griethausen – Grieth – L 18 – Hönnepel – L 41 – – Niedermörmter – Obermörmter – in Marienbaum |
| L 9       | L 475 – Holderberg – L 398 – – Traar – L 475 in Verberg |
| L 10      | L 287 in Repelen – L 137 – L 155 in Orsoy |
| L 18      | L 8 in Grieth – Wissel – |
| L 19      | in Sasserath – Holz – Hochneukirch – Braunkohletagebau Garzweiler – Regierungsbezirksgrenze – (L 19 im Regierungsbezirk Köln) |
| L 20      | Holsterhausen – L 64 – Frohnhausen – Altendorf – Bochold – L 448 in Altenessen – Stoppenberg – L 452 – Frillendorf – L 191 – – Huttrop – L 446 – Bergerhausen – in Rüttenscheid |
| L 21      | / in Brink – L 397 – Walsumermark – Königshardt – L 621 – – L 623 in Tackenberg |
| L 26      | L 361/L 461 westlich Münchheide – – Willich – L 362 – L 382 – L 443 – L 154 – L 476 in Osterath |
| L 28      | in Oppum – L 386 – L 443 in Linn |
| L 29      | (Niederlande) – Staatsgrenze – Kaldenkirchen – Breyell – L 387 – – L 373 – Boisheim – Dülken – L 475 – – Viersen – L 39 – L 71 – Hülsdonk – L 361 in Neersen |
| L 30      | L 154 – Büderich – L 137 – Lörick – Niederkassel – – L 392 in Oberkassel |
| L 31      | L 381 – L 382 – Korschenbroich – Neersbroich – Giesenkirchen – L 370 – – Waat – Wey – L 116 – Kelzenberg – in Jüchen – Braunkohletagebau Garzweiler |
| L 32      | L 154/L 381 in Büttgen – L 361 – in Glehn |
| L 35      | in Gohr – Ückerath – L 380 in Nievenheim |
| L 36      | L 380 in Nievenheim – Straberg – Knechtsteden – L 280 |
| L 39      | in Straelen – L 140 – Wankum – Vinkrath – Grefrath – – L 444 – Süchteln – L 475 – Rahser – L 29 – Viersen – Hoser – Bockert – Rasseln – L 372 – – Hardt – L 371 – Hauptquartier der NATO in Rheindahlen – Rheindahlen – L 370 – Mennrath – Wickrath – L 46 – L 277 – – L 19 in Odenkirchen |
| L 41      | / in Kalkar – L 8 in Hönnepel |
| L 43      | (L 43 im Regierungsbezirk Köln) – Regierungsbezirksgrenze – L 108 in Langenfeld (Rheinland) |
| L 44      | L 154 in Kaarst – Neusserfurth – L 390 – L 380 in Neuss |
| L 46      | (L 46 im Regierungsbezirk Köln) – Regierungsbezirksgrenze – Buchholz bei Wickrath – Wickrathhahn – L 39 in Wickrath |
| L 49      | L 56 in Unterrath – L 392 – – L 455 in Rath |
| L 52 (1)  | L 56 in Düsseldorf – L 55 – Friedrichstadt – L 85 – ... Unterbrechung, siehe L 52 (2) |
| L 52 (2)  | Unterbrechung, siehe L 52 (1) ... in Bilk – Wersten – L 53 – Holthausen – |
| L 53      | L 404 in Vennhausen – L 85 in Eller |
| L 54      | L 392 in Flingern – L 404 in Gerresheim |
| L 55      | in Golzheim – L 455 – Pempelfort – Düsseldorf – L 392 – L 52 – Friedrichstadt – L 85 in Oberbilk |
| L 56      | L 49 in Unterrath – Golzheim – Pempelfort – L 392 in Düsseldorf |
| L 58      | (L 58 im Regierungsbezirk Arnsberg) – Regierungsbezirksgrenze – L 432 – – Nächstebreck – L 891 – – Langerfeld – L 726 – L 527 – L 217 – L 420 – L 419 – Linde – Großhülsberg – Lüttringhausen – L 81 – – L 411 – in Lennep |
| L 59      | in Mündelheim – Ehingen – Hüttenheim – L 60 in Duisburg-Süd |
| L 60      | L 140 – Kasslerfeld – – Duisburg (– Abzweig zur L 78) – L 1 – /L 138 – Bissingheim – Wedau – L 436 – Buchholz – Duisburg-Süd – L 59 – – L 436 – Großenbaum – Rahm – – L 139 in Angermund |
| L 64      | (L 64 im Regierungsbezirk Münster) – Regierungsbezirksgrenze – Katernberg – Altenessen – L 448 – – Vogelheim – L 631 – Bergeborbeck – L 20 – Essen – Frohnhausen – L 20 – Fulerum – Haarzopf – L 132 – L 442 |
| L 67      | in Aufderhöhe – L 141n – L 141 – in Solingen |
| L 69      | L 142/L 361 in Wevelinghoven – Widdeshoven – in Broich |
| L 70      | (L 70 im Regierungsbezirk Arnsberg) – Regierungsbezirksgrenze – L 433 – L 432 – Uellendahl-Ost – Uellendahl-West – Elberfeld – L 429 – – L 417 – L 418 |
| L 71 (1)  | L 29 in Viersen – L 71 – Ummer – Wolfskull – in Mönchengladbach ... Unterbrechung, siehe L 71 (2) |
| L 71 (2)  | Unterbrechung, siehe L 71 (1) ... – Gierath – L 116 – Bedburdyck – L 142 in Hemmerden |
| L 72      | L 70 in Wuppertal – L 172 – L 418 – L 427 |
| L 74      | / in Velbert – L 438 – L 426 – L 427 – Tönisheide – L 107 – L 200 – L 355 – Kocherscheidt – L 403 – Schlupkothen – Aprath – Wieden – Tesche – Vohwinkel – Sonnborn – – L 418 – L 427 – L 216 – in Müngsten |
| L 76      | L 107 in Oberbonsfeld – L 107 in Langenberg |
| L 77      | in Goch West – Goch – L 361 – L 265 – – L 5 – Uedem – L 362 – L 6 – Labbeck – L 480 |
| L 78      | L 140 in Kasslerfeld – Duisburg Hauptbahnhof – Neudorf – Speldorf – L 62 – Mülheim an der Ruhr – L 442 – in Mülheim-Mitte-Ost |
| L 80      | in Bergisch Born – Regierungsbezirksgrenze – (L 80 im Regierungsbezirk Köln) |
| L 81      | L 407 in Remscheid – Haddenbach – L 216 – Goldenberg – L 417 – Lüttringhausen – L 58 – Olpe bei Beyenburg – L 411 – Grünental – Regierungsbezirksgrenze – (L 81 im Regierungsbezirk Köln) |
| L 85      | in Oberbilk – L 55 – Lierenfeld – Eller – L 53 – – Hassels – – L 282 – Hilden – – L 403 – L 288 – Ohligs – Wald – in Solingen |
| L 89      | L 362 in Kapellen – in Geldern |
| L 90      | in Emmerich am Rhein – Staatsgrenze – (Niederlande) |
| L 104     | in Schermbeck – L 463 – Gahlen – Regierungsbezirksgrenze – (L 104 im Regierungsbezirk Münster) |
| L 107     | L 924 in Nierenhof – Oberbonsfeld – L 76 – Langenberg – L 433 – L 76 – L 427 – – Tönisheide – L 74 – L 200 – Neviges – L 427 – L 433 |
| L 108     | in Langenfeld (Rheinland) – L 43 – Gieslenberg – Mehlbruch – Regierungsbezirksgrenze – (L 108 im Regierungsbezirk Köln) |
| L 116     | L 29 in Viersen – L 71 – Ummer – Helenabrunn – Mönchengladbach – – L 381 – Rheydt – L 370 – – L 208 – Odenkirchen – – Dürselen – Wey – L 31 – Neuenhoven – L 32 – Gierath – L 71 – – Elsen – Gindorf – L 361 – Regierungsbezirksgrenze zeitweise an der westlichen Straßenseite – L 279 |
| L 126     | in Niederkrüchten – Silverbeek – L 371 – Regierungsbezirksgrenze – (L 126 im Regierungsbezirk Köln) |
| L 132     | in Heißen – / – Haarzopf – L 64 – L 441 in Bredeney |
| L 137 (1) | / in Rheinberg – Winterswick – L 10 – – L 287 – Eick – Utfort – L 474 – Moers – L 475 – L 140 – – Schwafheim – Rumeln – Kaldenhausen – L 398 – L 473 – in Uerdingen ... Unterbrechung, siehe L 137 (2) |
| L 137 (2) | Unterbrechung, siehe L 137 (1) ... – L 386 – Strümp – L 476 – Gartenstadt Meererbusch – Büderich – L 30 – L 392 – / – Heerdt – L 390 – Neuss – L 380 – / – L 380 – Gnadental – Grimlinghausen – |
| L 139     | L 422 in Kalkum – Angermund – L 60 – Lintorf – L 239 – – L 422 in Ratingen |
| L 140     | L 2 in Herongen – – L 39 – Wankum – Wachtendonk – L 361 – – Aldekerk – – L 362 – Saelhuysen – Schaephuysen – L 478 – L 477 – Vluyn – L 476 – Neukirchen – L 398 – Moers – L 475 – /L 137 – L 237 – Homberg – L 473 – L 287 – Ruhrort – L 447 – L 60 – Duisburg – L 1 – L 131 – in Styrum bei Mülheim an der Ruhr (auch Oberstyrum) |
| L 141     | Ohligs – L 141n – Solingen – L 141n |
| L 141n    | L 288 in Ohligs – L 141 – Solingen – L 67 – L 141 |
| L 142     | L 32 in Damm – L 71 in Hemmerden – Wevelinghoven – L 361 – L 69 – Langwaden – Hülchrath – Hoisten – Bettikum – L 380 – Erfttal – / – L 137 in Grimlinghausen |
| L 154     | L 386 in Strümp – Osterath – L 476 – L 26 – L 30 – L 44 – Kaarst – L 390 – Holzbüttgen – Büttgen – L 381 – Grefrath bei Neuss (– Abzweig zur und zur ) – L 201 in Holzheim bei Neuss |
| L 155     | in Rheinberg – Budberg – L 10 – Orsoy – L 475 – Rhein () – Walsum – L 396 – L 1 – – Wehofen – Holten – Schmachtendorf – L 397 – L 215 – Sterkrade – L 621 – L 623 – Klosterhardt – Regierungsbezirksgrenze – (L 155 im Regierungsbezirk Münster) |
| L 156     | L 441 in Kettwig vor der Brücke – Unterilp – – Oberilp – Heiligenhaus – – Hofermühle – L 422 – Ratingen-Homberg – Metzkausen – Mettmann |
| L 157     | L 417 in Halbach – Clarenbach – L 216 – Remscheid – L 415 – Fürberg – Remscheid – Vieringhausen – Güldenwerth – Reinshagen – L 407 – Burg an der Wupper – Regierungsbezirksgrenze – (L 157 im Regierungsbezirk Köln) |
| L 172     | L 427 in Wuppertal – L 72 – L 417 in Wuppertal |
| L 174     | in Kehrum – – L 5 |
| L 177     | Hommersum – Hassum – L 361 in Goch |
| L 191     | L 448 in Essen – Frillendorf – L 20 – Steele – L 643 – L 446 – L 654 – L 441 – L 925 – Überruhr – L 925 – – Kupferdreh – L 439 – in Dilldorf |
| L 200     | L 74 – L 107 in Neviges West |
| L 201     | in Reuschenberg – Holzheim – L 154 – L 361 in Gilverath |
| L 208     | L 370 – Rheydt – L 277 – L 116 – – |
| L 213     | L 279/L 361 – Regierungsbezirksgrenze am südlichen Straßenrand – Regierungsbezirksgrenze – (L 213 im Regierungsbezirk Köln) |
| L 215     | L 155 in Dunkelschlag – Weierheide – L 287 – Schwarze Heide – Buschhausen – Lirich – L 452 – Oberhausen – – L 450 in Dümpten |
| L 216     | L 74 in Müngsten – Morsbach – Gerstau – L 415 – L 157 – L 81 in Haddenbach |
| L 217     | in Barmen – L 419 – L 726 – L 58 in Heckinghausen |
| L 219     | / in Langenfeld (Rheinland) – Hagelkreuz – Reusrath – Regierungsbezirksgrenze – (L 219 im Regierungsbezirk Köln) |
| L 229     | in Bermensfeld – Frintrop – Dellwig – L 445 – Gerschede – Borbeck – L 20 in Bochold |
| L 237     | L 287 in Eick Ost – L 475 – Moers – Bergheim – L 473 – Hochemmerich – Hochfeld – L 1 in Neudorf |
| L 239     | L 139 in Lintorf – – L 422 – Ratingen – L 455 – – Metzkausen – in Mettmann |
| L 265     | L 77 in Goch – Hülm – L 361 |
| L 266     | L 478 in Hartefeld – L 479 |
| L 277     | L 116 in Rheydt – – L 208 – – Wickrath – L 39 – Wickrathberg – Wanlo – Regierungsbezirksgrenze – (L 277 im Regierungsbezirk Köln) |
| L 279     | L 213/L 361 – Regierungsbezirksgrenze am südöstlichen Straßenrand – L 116 – Regierungsbezirksgrenze – (L 279 im Regierungsbezirk Köln) |
| L 280     | in Anstel – L 36 – Delhoven – L 380 – – Horrem bei Dormagen – in Dormagen |
| L 282     | L 85 in Hilden – L 404 – L 403 in Hilden |
| L 287     | L 478 in Sevelen – L 481 – Hoerstgen – Kamperbrück – Kamp-Lintfort – – L 491 – L 476 – – L 399 – Repelen – L 10 – Rheinkamp – L 137 – Eick Ost – L 237 – L 475 – – Homberg – L 140 – Ruhrort – Laar – Beeck – Bruckhausen – L 1 – Marxloh – Obermarxloh – Biefang – L 66 – – L 215 – Schwarze Heide – Sterkrade – L 155 |
| L 288 (1) | in Haan – Ohligs – L 85 – L 141 – L 141n in Ohligs Süd ... Unterbrechung, siehe L 288 (2) |
| L 288 (2) | Unterbrechung, siehe L 288 (1) ... in Aufderhöhe – Regierungsbezirksgrenze – (L 288 im Regierungsbezirk Köln) |
| L 293     | in Bilk – Wersten – L 53 – Holthausen – Benrath – Urdenbach – Baumberg – L 353 – L 353n – Monheim am Rhein – L 402 – Regierungsbezirksgrenze – (L 293 im Regierungsbezirk Köln) |
| L 294     | L 219 in Reusrath – Regierungsbezirksgrenze – (L 294 im Regierungsbezirk Köln) |
| L 353     | L 293 in Baumberg – L 353n – – Berghausen – – L 403 in Richrath |
| L 353n    | L 293 – L 353 in Baumberg |
| L 354     | (L 354 im Regierungsbezirk Köln) – Regierungsbezirksgrenze – Braunkohletagebau Garzweiler |
| L 355     | L 74 – – L 427 |
| L 357     | L 404 in Gerresheim – Erkrath – L 403 – Neandertal – L 403a – Hochdahl – L 357n – Millrath – Gruiten – in Gräfrath |
| L 357a    | L 403/L 403a in Hochdahl – L 357 in Hochdahl |
| L 361 (1) | L 77 in Goch – L 177 – Gaesdonck – Staatsgrenze an der nordwestlichen Straßenseite – (N 552 in der niederländischen Provinz Limburg) – L 265 – Niederhelsum – L 5n – Weeze (– Abzweig zur in Weeze) – Hees – Flughafen Niederrhein – Wemb – L 486 – Kevelaer – L 491 – L 486 – Lüllingen – Walbeck – L 480 – L 2 – L 480 – Straelen – – L 479 – L 140 – Wachtendonk – Kempen – L 362 – – L 362 – Vorst – L 475 – Anrath – L 379 – L 384 – L 461 – L 26 – L 29 – Neersen – Schiefbahn – L 382 – L 390 – Kleinenbroich – L 381 – L 32 – Glehn – Epsendorf – L 32 – Busch bei Grevenbroich – Gilverath – Kapellen – Wevelinghoven – L 142 – L 69 (– Abzweig zur Grevenbroich Südstadt und zur /) – Grevenbroich – Grevenbroich Südstadt – Neuenhausen – L 375 – Gindorf – L 116 ... Unterbrechung, siehe L 361 (2) |
| L 361 (2) | Unterbrechung, siehe L 361 (1) ... L 213/L 279 – Regierungsbezirksgrenze – (L 361 im Regierungsbezirk Köln) |
| L 362     | in Kleve – Bedburg-Hau – Keppeln – L 457 – L 5 – Uedem – L 77 – L 464 – Kervenheim – L 460 – L 464 – Winnekendonk – L 491 – Achterhoek – Kapellen – L 480 – L 89 – Issum – – L 481 – Sevelen – L 478 – L 479 – – Aldekerk – – L 140 – – L 361 – Kempen – /L 361 – Sankt Tönis – L 475 – L 379 – – L 384 – L 26/L 382 in Willich |
| L 370     | L 116 in Rheydt – Giesenkirchen – L 31 – in Schelsen |
| L 371     | L 126 – – Waldniel – L 475 – Steeg – L 3 – – Hardt – L 39 – / |
| L 372     | in Elmpt – L 37 – Heyen – – Amern – L 3 – Dülken – L 475 – Hausen – /L 39 in Hardt Nord |
| L 373     | (Niederlande) – Staatsgrenze – Brüggen – Born bei Brüggen – Boisheim – L 3 – L 29 – – L 388 – in Lobberich |
| L 375     | L 361 in Neuenhausen – Frimmersdorf – Neurath – Vanikum – in Rommerskirchen |
| L 379     | – Sankt Tönis – L 475 – L 362 – L 361/L 384 |
| L 380     | L 137 in Neuss – L 44 – L 381 – L 137 (– Abzweig zur / in Neuss) – Gnadental – Erfttal – L 142 – Norf – Allerheiligen Nord – Allerheiligen – Allerheiligen Süd – Nievenheim – L 35 – L 36 – L 280 – in Dormagen |
| L 381     | L 116 in Mönchengladbach – L 31 – Korschenbroich – Kleinenbroich – L 361 – L 154 – Büttgen – L 32 – – L 380 in Neuss |
| L 382     | in Krefeld – – Stahldorf – L 384 – – L 362 – L 26 – Willich – Schiefbahn – – L 361 – L 390 – L 31 – Korschenbroich – Pesch – in Steinhausen |
| L 384     | L 361/L 379 – Holterhöfe – L 461 – / – L 362 – L 382 in Stahldorf |
| L 385     | L 391 südlich von Oedt – L 475 in Vorst |
| L 386     | in Oppum – L 28 – L 443 – – Bösinghoven – L 154 – L 137 in Strümp |
| L 387     | in Bracht – Schaag – L 29 in Breyell – Lobberich – L 373 – Schlibeck – L 39 in Grefrath |
| L 388     | L 373 in Lobberich – Dornbusch – L 475 in Süchteln |
| L 390     | – Neuwerk – – L 382 – L 361 – Kaarst – L 154 – Holzbüttgen – Neusserfurth – L 44 – Heerdt – L 137 – L 392 |
| L 391     | in Mülhausen bei Grefrath – L 444 – Oedt – L 385 – L 475 in Hagen bei Viersen |
| L 392     | L 137 in Büderich – Heerdt – L 390 – Oberkassel – L 30 – Rhein – Düsseldorf – – L 55 – L 56 – Flingern – – L 54 – – L 455 – Rath – L 49 in Unterrath |
| L 396     | – L 4 – Friedrichsfeld – Stockum – L 463 – Voerde – L 4 – Möllen – Eppinghoven – Walsum – L 155 |
| L 397     | L 1 in Hünxe – L 462 – Grafschaft – Sträterei – Neuköln – L 21 – Sterkrade Nord – Walsumermark – L 155 in Schmachtendorf |
| L 398     | L 474 – Neukirchen – L 140 – L 475 – Kapellen – L 9 – – Vennikel – L 137 in Kaldenhausen – L 473 |
| L 401     | L 896 – – Marienthal – Weselerwald – L 1 |
| L 402     | L 293 in Monheim am Rhein – Langenfeld (Rheinland) – L 403 – / in Hardt |
| L 403     | L 74 in Wülfrath – L 422 – Mettmann – Neandertal – L 357 – L 403n – Hochdahl – L 357n – L 403n – – L 282 – Hilden – – L 85 – Zollhaus – Richrath – L 353 – Hardt – – Regierungsbezirksgrenze – (L 403 im Regierungsbezirk Köln) |
| L 403a    | L 357 in Hochdahl – L 357a/L 403 in Hochdahl |
| L 404     | in Grafenberg – L 54 – Gerresheim – L 357 – Vennhausen – L 53 – Unterbach – L 282 – Hilden – (– Abzweig zur L 85 in Hilden Südost) – L 85 – Zollhaus – Richrath – L 402 – Hardt – Gladbach bei Langenfeld (Rheinland) – – L 288 in Leichlingen (Rheinland) |
| L 407     | in Solingen – Burg an der Wupper – L 157 – L 408 – Ehringhausen – L 409 – Remscheid – L 81 – |
| L 408     | L 407 – Regierungsbezirksgrenze – (L 408 im Regierungsbezirk Köln) |
| L 409     | L 407 in Remscheid – Regierungsbezirksgrenze – (L 409 im Regierungsbezirk Köln) |
| L 411     | (L 411 im Regierungsbezirk Arnsberg) – Regierungsbezirksgrenze – Beyenburg – Sondern – L 81 – L 58 in Lennep |
| L 412     | (L 412 im Regierungsbezirk Köln) – Regierungsbezirksgrenze – Wuppertalsperre – |
| L 414     | (L 414 im Regierungsbezirk Arnsberg) – Regierungsbezirksgrenze – Beyenburg – Regierungsbezirksgrenze – (L 414 im Regierungsbezirk Arnsberg) |
| L 415     | L 427 in Cronenfeld – L 216 – Gerstau – L 157 – in Remscheid |
| L 417     | in Wuppertal – L 172 – L 418 – Lichtenplatz – L 419 – Ronsdorf – L 157 – L 81 in Lüttringhausen |
| L 418     | – L 74 – L 70 – Küllenhahn – L 427 – L 417 in Lichtenplatz |
| L 419     | in Oberbarmen – L 217 – Lichtenplatz – L 417 – Ronsdorf Nord – L 58 |
| L 420     | L 527 – L 58 |
| L 422     | in Kaiserswerth – Kalkum – L 139 – – Ratingen – L 239 – L 139 – – Ratingen-Homberg – L 156 – Niederschwarzbach – L 426 – Wülfrath – L 403 – Düssel – in Dornap |
| L 426     | L 74/L 427 in Velbert – – Rohdenhaus – L 422 |
| L 427     | L 439 in Nierenhof – Voßnacken – Velbert – L 74 – L 426 – L 107 – Neviges – L 107 – Pöthen – L 355 – Katernberg – Wuppertal – – L 70 – Funkloch – L 418 – Trübsal – Cronenfeld – L 415 – Cronenberg – Kohlfurtherbrücke – L 74 – Kohlfurth – Solingen – – Regierungsbezirksgrenze – (L 427 im Regierungsbezirk Köln) |
| L 432     | L 70 in Dickten – L 433 – Hatzfeld – Einern – L 924 – L 891 – L 58 |
| L 433     | L 107 in Langenberg – Nordrath – L 107 – Dönberg – L 70 – L 432 – Hatzfeld – Carnap – in Loh |
| L 436     | L 60 in Wedau – L 60 in Großenbaum |
| L 438     | L 439 – Hefel – L 74 in Velbert |
| L 439     | in Fischlaken – L 438 – – L 191 – Kupferdreh – Winzermark – Nierenhof – Regierungsbezirksgrenze – (L 439 im Regierungsbezirk Arnsberg) – Regierungsbezirksgrenze – L 427 – L 924 |
| L 441     | – L 62 – L 156 – Kettwig vor der Brücke – L 442 – Kettwig – L 242 – L 450 – L 442 – – Bredeney – L 132 – – L 63 – Stadtwald – Rellinghausen – – L 925 – L 191 in Steele |
| L 442     | L 78 in Mülheim an der Ruhr – Holthausen bei Mülheim an der Ruhr – Flughafensiedlung – L 64 – Verkehrslandeplatz Essen/Mülheim – – L 441 – Schuir – L 242 – Werden – – L 441 in Kettwig vor der Brücke |
| L 443     | /L 137 in Uerdingen – Linn – L 28 – Oppum – L 386 – – Fischeln – – L 26 in Willich |
| L 444     | L 39 – Oedt – L 391 – in Kempen |
| L 445     | (L 445 im Regierungsbezirk Münster) – Regierungsbezirksgrenze – L 229 – Dellwig – Bedingrade – – Mülheim an der Ruhr – L 450 – in Mülheim an der Ruhr Mitte |
| L 447     | L 140 in Ruhrort – Meiderich – L 1 – Obermeiderich – – L 452 in Lirich |
| L 448     | (L 448 im Regierungsbezirk Münster) – Regierungsbezirksgrenze – Karnap – L 641 – Altenessen – L 64 – L 20 – Essen – L 191 – Huttrop – Steele – L 191 – L 643 |
| L 450     | in Bermensfeld – Dümpten – L 215 – – Mülheim an der Ruhr – L 445 – L 78 – L 442 – – Menden bei Mülheim an der Ruhr – Ickten – L 441 in Kettwig |
| L 452     | L 448 in Essen – Stoppenberg – L 20 – Schonnebeck – Regierungsbezirksgrenze – (L 452 im Regierungsbezirk Münster) |
| L 455     | in Pempelfort – L 55 – L 56 – Derendorf – / – Mörsenbroich – L 392 – L 49 – L 239 in Ratingen |
| L 456     | Rhein – Salmorth – L 8 in Griethausen |
| L 457     | – Keppeln – L 362 in Uedem |
| L 458     | in Bienen – Millingen – L 469 – L 459 – Regierungsbezirksgrenze – (L 458 im Regierungsbezirk Münster) |
| L 459     | (L 459 im Regierungsbezirk Münster) – Regierungsbezirksgrenze – L 458 – Empel – – L 468 – Haldern – L 896 in Wertherbruch |
| L 460     | L 362 in Kervenheim – L 464 – Sonsbeck – L 480 – Veen – Unterbirten – Ginderich – 58n in Büderich bei Wesel |
| L 461     | L 384 in Holterhöfe – L 361 – L 29 in Neersen |
| L 462     | L 1 in Dinslaken – L 4 – – Grafschaft – L 397 – Regierungsbezirksgrenze – (L 462 im Regierungsbezirk Münster) |
| L 463     | L 396 in Voerde (Niederrhein) – Bucholtwelmen – – L 1 – Hünxe – Gartrop-Bühl – L 104 – Gahlen – Regierungsbezirksgrenze – (L 463 im Regierungsbezirk Münster) |
| L 464     | – L 362 – Kervenheim – L 460 – – L 362 |
| L 468     | (L 468 im Regierungsbezirk Münster) – Regierungsbezirksgrenze – L 459 in Haldern |
| L 472     | (Niederlande) – Staatsgrenze – – in Elten |
| L 473     | / in Inrath – L 475 – Verberg – Uerdingen – L 137 – Friemersheim – Rheinhausen – L 237 – Hochemmerich – Asterlagen – – L 140 in Homberg |
| L 474     | – L 491 – Rayen – L 476 – Neukirchen – L 398 – – L 399 – L 137 in Moers |
| L 475     | L 155 in Orsoy – Baerl – L 287 – L 237 – Moers – L 140 – – L 9 – Kapellen – L 398 – L 476 – Niep – Verberg – L 9 – L 473 – Krefeld – Benrad – L 379 – Sankt Tönis – L 362 – Vorst – L 361 – L 385 – Hagen bei Viersen – L 391 – Süchteln – L 39 – L 388 – – Dülken – L 29 – L 372 – L 3 – L 371 in Waldniel |
| L 476 (1) | L 287/L 491 in Kamp-Lintfort – Vluyn – L 140 – – L 475 ... Unterbrechung, siehe L 476 (2) |
| L 476 (2) | Unterbrechung, siehe L 476 (1) ... / – L 26 – L 154 – Osterath – – L 137 in der Gartenstadt Meererbusch |
| L 477     | L 140 in Vluyn – L 478 in Tönisberg |
| L 478     | – Geldern – Hartefeld – L 266 – L 362 – Sevelen – L 287 – – Rheurdt – Schaephuysen – L 140 – L 477 – Tönisberg – |
| L 479     | L 362 – Kleinholthuysen – L 266 – – Nieukerk – L 361 |
| L 480     | in Brünen – Hamminkeln – Diersfordt – Bislich – Rhein () – Beek bei Xanten – – Xanten – Sonsbeck – L 460 – L 491 – Kapellen – L 362 – L 486 – Geldern – Veert – L 361 – Walbeck – Staatsgrenze an der westlichen Straßengrenze – Lingsfort – Auwel – L 2 – L 361 in Straelen |
| L 481     | L 362 in Issum – L 287 |
| L 484     | in Kleve – – Staatsgrenze – (N 291 in der Provinz Limburg, Niederlande) |
| L 486     | (Niederlande) – Staatsgrenze – L 361 – Kevelaer – L 491 – L 361 – – Wetten – L 480 |
| L 491     | L 361/L 486 in Kevelaer – Winnekendonk – L 362 – – Sonsbeck – L 480 – Bönninghardt – Kamp-Lintfort – L 287 – L 476 – L 474 in Rayen |
| L 505     | (L 505 im Regierungsbezirk Münster) – Regierungsbezirksgrenze – L 896 in Wertherbruch |
| L 511     | / in Eisenheim – Osterfeld – Regierungsbezirksgrenze – (L 511 im Regierungsbezirk Münster) |
| L 527     | (L 527 im Regierungsbezirk Arnsberg) – Regierungsbezirksgrenze – L 420 – Langerfeld – L 58 – L 726 |
| L 602     | (L 602 im Regierungsbezirk Münster) – Regierungsbezirksgrenze – L 896 – Dingden – Ringenberg – in Mehrhoog |
| L 607     | (L 607 im Regierungsbezirk Münster) – Regierungsbezirksgrenze – Schermbeck – – Regierungsbezirksgrenze – (L 607 im Regierungsbezirk Münster) |
| L 621     | (L 621 im Regierungsbezirk Münster) – Regierungsbezirksgrenze – Königshardt – L 21 – L 155 in Sterkrade |
| L 623     | (L 623 im Regierungsbezirk Münster) – Regierungsbezirksgrenze – L 21 – Tackenberg – – L 155 – Sterkrade – in Eisenheim |
| L 631     | (L 631 im Regierungsbezirk Münster) – Regierungsbezirksgrenze – L 64 in Bergeborbeck |
| L 641     | (L 641 im Regierungsbezirk Münster) – Regierungsbezirksgrenze – L 448 in Karnap |
| L 654     | L 191 in Steele – Freisenbruch – Regierungsbezirksgrenze – (L 654 im Regierungsbezirk Arnsberg) |
| L 726     | L 217 in Heckinghausen – L 58 – L 527 – Langerfeld – Regierungsbezirksgrenze – (L 726 im Regierungsbezirk Arnsberg) |
| L 891     | L 432/L 924 in Einern – Wichlinghausen – L 58 – Nächstebreck – Regierungsbezirksgrenze – (L 891 im Regierungsbezirk Arnsberg) |
| L 896     | (L 896 im Regierungsbezirk Münster) – Regierungsbezirksgrenze – – Wertherbruch – L 459 – L 505 – Loikum – Dingden – L 602 – L 1 – L 401 – Regierungsbezirksgrenze – (L 896 im Regierungsbezirk Münster) |
| L 924     | (L 924 im Regierungsbezirk Arnsberg) – Regierungsbezirksgrenze – Nierenhof – L 439 – L 107 – Regierungsbezirksgrenze – (L 924 im Regierungsbezirk Arnsberg) – Regierungsbezirksgrenze – L 432/L 891 in Einern |
| L 925     | /L 441 in Rellinghausen – L 191 – Überruhr (– Abzweig zur L 191 in Überruhr Nord) – Burgaltendorf – Regierungsbezirksgrenze – (L 925 im Regierungsbezirk Arnsberg) |

## Quelle
- Landesvermessungsamt Nordrhein-Westfalen, Kreiskarten 31 bis 35 und 60